# Parseierspitze
La Parseierspitze est un sommet des Alpes de Lechtal. Avec une altitude de 3 036 m, elle est le point culminant des Alpes bavaroises et des Préalpes orientales septentrionales. Elle se situe au-dessus de la ville de Landeck sur l'Inn, dans le Land de Tyrol, en Autriche.
La première ascension de ce sommet a été réussie par Joseph Anton Specht avec le guide Peter Siess le 23 août 1869. 